# Andreas Nilsson Hed
Johan Andreas Nilsson Hed, född 8 februari 1974 i Båstad är en svensk professor i psykologi.
Nilsson Hed disputerade 2007 vid Göteborgs universitet på en avhandling med titeln Psychological perspectives on environmental policy measures: The role of values, norms, and attitudes.
Hans forskningsområde är tillämpad socialpsykologi. Forskningen är främst inriktad på beteendeförändringar och allmänhetens attityder till politiska åtgärder. Den största delen av forskningen handlar om att tillämpa psykologiska teorier på samhälleliga fenomen och problem. En del av dessa gäller miljöproblem, hälsobeteenden och beslut på aktiemarknaden.
Han blev docent 2014 och professor 2019 vid Göteborgs universitet. Nilsson Heds vetenskapliga publicering har (juli 2023) enligt Google Scholar drygt 5200 citeringar och ett h-index på 27.